# D171 (Gers)
De D171 is een 12,6 km lange departementale landweg, die in het Franse departement Gers (regio Occitanie) van west naar oost loopt.

## Loop van de D171
De D171 gaat van de D27 bij Bellegarde in het westen naar de D78 in het oosten door heuvelachtig terrein.

## Plaatsen aan de D171
Van west naar oost:
| - komt van de D27 bij Bellegarde - kruist de D220 - Sère - kruist de D40 | - kruist de Arrats - kruist de D283 - Monties - Monbardon | - kruist de D12 - kruist de Gimone - gaat over in de D78 |  |

Aant: Door de noord-zuid ligging van de heuvelruggen in het zuidoosten van de Gers zijn er in de oost-westverbindingen vaak veel hoogteverschillen en (scherpe) bochten. De gemiddelde snelheid op die wegen zal, vooral als ze smal zijn, eerder in de buurt van 45 dan 60 km/h liggen.